# هوارد بیکر
هوارد بیکر (انگلیسی: Howard Baker, Sr.؛ ۱۲ ژانویه ۱۹۰۲–۷ ژانویه ۱۹۶۴) یک سیاست‌مدار، و وکیل اهل ایالات متحده آمریکا بود.